# Asymphylodora progenetica
Asymphylodora progenetica är en plattmaskart. Asymphylodora progenetica ingår i släktet Asymphylodora och familjen Lissorchiidae. Inga underarter finns listade i Catalogue of Life.